# Historia Austrialis
Als Historia Austrialis (deutsch: Österreichische Geschichte), auch bekannt als Historia Friderici III wird ein Geschichtswerk des Enea Silvio Piccolomini bezeichnet. Das Werk beschreibt die Geschichte Österreichs von den Anfängen bis ins Jahr 1452 und der Regierungszeit Friedrichs III.

## Inhalt
Eine Besonderheit der Historia Austrialis stellt die Überlieferung in drei Redaktionen dar, diese stellen gleichzeitig Entwicklungsstufen des Werks dar und unterscheiden sich deutlich in Inhalt und Aufbau voneinander.

### Erste Redaktion
Die Erste Redaktion war als eine Geschichte der Regierungszeit Friedrichs III. in den Jahren 1451/52 entstanden. Dem eigentlichen Inhalt ist eine Praefatio vorangestellt, die Erzählung setzt mit dem Regierungsantritt Friedrichs als Herzog von Österreich (1435) ein. Es folgt ein Bericht über seine Pilgerfahrt nach Jerusalem, die Vormundschaft über seinen Neffen Siegmund sowie über den Tod Albrechts II. (1439). Die Wahl Friedrichs zum König, die Lösung der Konflikte in Mailand (1477–1450), sowie die Fehde zwischen der Reichsstadt Nürnberg und dem Markgrafen Albrecht Achilles, und den innerkirchlichen Angelegenheiten (1446–1448) bilden einen weiteren inhaltlichen Block. Das Ende der ersten Redaktion bilden die Kaiserkrönung und die Eheschließung Friedrichs mit Eleonore von Portugal in Rom (1452).

### Zweite Redaktion
Die Zweite Redaktion stellt eine Ergänzung und Überarbeitung der Ersten sowie Arbeitsgrundlage der Dritten dar. Es erfolgt der Ausbau zu einer Universalgeschichte Österreichs, diese entstand in den Jahren 1454/55. Den Anfang bildet ein Brief mit der Widmung an Friedrich III. Es folgt darauf die Urgeschichte Österreichs mit Bemerkungen zur Entstehung, Topographie und einer Beschreibung der Stadt Wien. Diese Universalgeschichte Österreichs bricht mit der Regierungszeit der Babenberger ab und wird mit dem Herrschaftsantritt Friedrichs fortgesetzt. Piccolomini ergänzt hier, im Vergleich mit der Ersten Version, lediglich eine Türkenrede und bricht mit der Schilderung der österreichischen Adelsaufstände unter Führung von Ulrich von Eyczing ab.

### Dritte Redaktion
Die Dritte Redaktion teilt zunächst das Werk, welches nun auch konkret als Historia Austrialis bezeichnet wird, in sieben Bücher ein und entstand im Kardinalat Piccolominis zwischen 1456 und 1458. Anders als die beiden Vorgänger beginnt die Dritte ohne Praefatio oder Widmung, sondern setzt direkt mit der Urgeschichte Österreichs ein, diese folgt der zweiten Fassung. Es folgt die Ergänzung eines Exkurses über die Staufer vor der Beschreibung der Regierungszeit der Babenberger. Wie in Version zwei bleibt dieser ebenfalls unvollendet. Die Regierungszeit Friedrichs III. folgt weitestgehend der zweiten Abfassung, allerdings wird die Türkenrede wieder entfernt. Piccolomini ergänzt des Weiteren das Ende um den Friedensschluss der österreichischen Aufstände, mit der Übergabe des Ladislaus Postumus (1452). Nach diesen Ereignissen bricht die Berichterstattung ab, das Werk bleibt somit unvollendet. Eine mögliche Vierte Redaktion ist nicht erhalten.

## Stil
Als herausragend literarisch gebildete Person seiner Zeit, folgt Silvio Enea Piccolomini den Merkmalen klassischer Antiker Geschichtsschreibung. Zunächst übernimmt er die Dreiteilung der antiken Geschichtsschreiber, sein Werk beschreibt ausführlich die Ursprünge (Ätiologie) und Frühzeit Österreichs, während die „Zwischenzeit“ nur angerissen wird und er über die Zeitgeschichte ausführlich berichtet. Bei Piccolomini handelt es sich, durch die Nähe zur königlichen und später kaiserlichen Kanzlei, um einen einzigartig gut unterrichteten Zeitzeugen der Herrschaft Friedrich III. Ebenso sind fiktive Reden und Dialoge, wie etwas zwischen Friedrich III. und Papst Nikolaus V., antiken Vorbildern entlehnt, sowie landeskundliche Exkurse und Beschreibungen. Piccolominis Latein orientiert sich dabei eng an den klassischen Vorbildern, muss aber dennoch als Kind seiner Zeit bezeichnet werden, d. h. es sind deutliche Abweichungen zur Klassik festzustellen. Achim Thomas Hack beschreibt das Geschichtswerk Silvio Enea Piccolomini wie folgt:

„[L]egt er […] den Schwerpunkt eindeutig auf die Zeitgeschichte – besonders soweit er sie selbst erlebt hat – außerdem steht sie oft in enger Verbindung mit Geographie, Ethnographie und (Auto-) Biographie – auch hier antike Traditionen aufnehmend und neuzeitlichen Autoren den Weg bahnend. Eneas Geschichtsschreibung zeigt ihren Autor als Literaten der aufmerksam Land und Menschen, ebenso wie die zeitgenössische Politik, in die er selbst eng verwickelt war, beobachtet, mit historischen Blick einzuordnen und auf hohen stilistischen Niveau darzubieten weiß, Landeskunde und Zeitgeschichte sind bei ihm wie selbstverständlich verwoben.“

## Ausgaben
- Eneas Silvius Piccolomini: Historia Austrialis. Teil 1, 1. Redaktion. Monumenta Germaniae Historia Band XXIV, 1. Knödler, Julia (Hrsg.). Hannover. 2009.
- Eneas Silvius Piccolomini: Historia Austrialis. Teil 2, 2. und 3. Redaktion. Monumenta Germaniae Historia Band XXIV, 2. Wagendorfer, Martin von (Hrsg.). Hannover. 2009.

## Übersetzung
- Aeneas Silvius Piccolomini: Historia Austrialis. Österreichische Geschichte. Übersetzt von Jürgen Sarnowsky. (Ausgewählte Quellen zur Deutschen Geschichte des Mittelalters. Freiherr - vom - Stein Gedächtnisausgabe. Nr. 44). Darmstadt. 2005.